# Nawapienna świerczyna górnoreglowa
Nawapienna świerczyna górnoreglowa (Polysticho-Piceetum (Szaf., Pawł., et Kulcz. 1923) W. Mat. (1967)1977) – zespół leśny regla górnego na podłożu wapiennym. Drzewostan tworzy świerk pospolity (Picea abies).

## Gatunki charakterystyczne i wyróżniające
Gatunki charakterystyczne i wyróżniające zespołu to: paprotnik ostry (Polystichum lonchitis), wroniec widlasty (Huperzia selago), merzyk ciernisty (Mnium spinosum) i gruszycznik jednokwiatowy (Moneses uniflora).
Gatunki wyróżniające podzwiązku Vaccinio-Abietenion to: jodła pospolita (Abies alba), buk pospolity (Fagus sylvatica), wietlica samicza (Athyrium filix-femina) i jastrzębiec leśny (Hieracium murorum).
Gatunki charakterystyczne i wyróżniające związku Piceion abietis to: Barbilophozia floerkei, żłobik koralowy (Corallorhiza trifida), przytulia okrągłolistna (Galium rotundifolium), Hieracium transsylvanicum, podbiałek alpejski (Homogyne alpina), leśniak cienisty (Hylocomiastrum umbratum), listera sercowata (Listera cordata), świerk pospolity (Picea abies), fałdownik rzemienny (Rhytidiadelphus loreus), torfowiec Girgensohna (Sphagnum girgensohnii), gwiazdnica długolistna (Stellaria longifolia), podrzeń żebrowiec (Blechnum spicant), nerecznica szerokolistna (Dryopteris dilatata) i kosmatka olbrzymia (Luzula sylvatica).
Gatunki charakterystyczne rzędu Vaccinio-Piceetalia to: bagiennik widłakowy (Barbilophozia lycopodioides), Bazzania trilobata, widłoząb okazały (Dicranum majus), tajęża jednostronna (Goodyera repens), zimoziół północny (Linnaea borealis), widłak jałowcowaty (Lycopodium annotinum), pszeniec leśny (Melampyrum sylvaticum) i gruszynka jednostronna (Orthilia secunda).

## Występowanie w Polsce
Zespół występuje w Tatrach wapiennych i Małych Pieninach (Wysokie Skałki).

## Ochrona
Wszystkie stanowiska nawapiennej świerczyny górnoreglowej objęte są ochroną (Tatrzański Park Narodowy, Rezerwat przyrody Wysokie Skałki). Dodatkowo, zespół jest objęty ochroną jako siedlisko przyrodnicze na mocy załącznika I dyrektywy siedliskowej (kod 9410-2) w obszarach Natura 2000.